# Неттлтон (Міссісіпі)
Неттлтон (англ. Nettleton) — місто (англ. town) в США, в округах Монро і Лі штату Міссісіпі. Населення — 1935 осіб (2020).

## Географія
Неттлтон розташований за координатами 34°4′59″ пн. ш. 88°37′35″ зх. д. / 34.08306° пн. ш. 88.62639° зх. д. (34.083070, -88.626298).  За даними Бюро перепису населення США в 2010 році місто мало площу 10,46 км², з яких 10,43 км² — суходіл та 0,03 км² — водойми.

## Демографія
Згідно з переписом 2010 року, у місті мешкали 1992 особи в 818 домогосподарствах у складі 553 родин. Густота населення становила 190 осіб/км².  Було 926 помешкань (89/км²).
Расовий склад населення:
| - 66,8 % — білих - 31,6 % — чорних або афроамериканців - 0,6 % — корінних американців - 0,2 % — азіатів |

До двох чи більше рас належало 0,4 %. Частка іспаномовних становила 0,9 % від усіх жителів.
За віковим діапазоном населення розподілялося таким чином: 24,1 % — особи молодші 18 років, 58,9 % — особи у віці 18—64 років, 17,0 % — особи у віці 65 років та старші. Медіана віку мешканця становила 39,4 року. На 100 осіб жіночої статі у місті припадало 83,9 чоловіків;  на 100 жінок у віці від 18 років та старших — 80,5 чоловіків також старших 18 років.
Середній дохід на одне домашнє господарство  становив 42 247 доларів США (медіана — 26 750), а середній дохід на одну сім'ю — 57 058 доларів (медіана — 49 205). За межею бідності перебувало 27,9 % осіб, у тому числі 44,3 % дітей у віці до 18 років та 28,8 % осіб у віці 65 років та старших.
Цивільне працевлаштоване населення становило 754 особи. Основні галузі зайнятості: виробництво — 19,4 %, освіта, охорона здоров'я та соціальна допомога — 19,0 %, роздрібна торгівля — 16,6 %.